# Malacocincla abbotti
La tordina de Abbott (Malacocincla abbotti) es una especie de ave paseriforme de la familia Pellorneidae propia del sudeste asiático. Se extiende desde el este del subcontinente indio hasta Sumatra y Borneo. Son pájaros forestales, robustos y de cola corta que se desplazan en parejas por el denso sotobosque en busca de alimento.

## Descripción

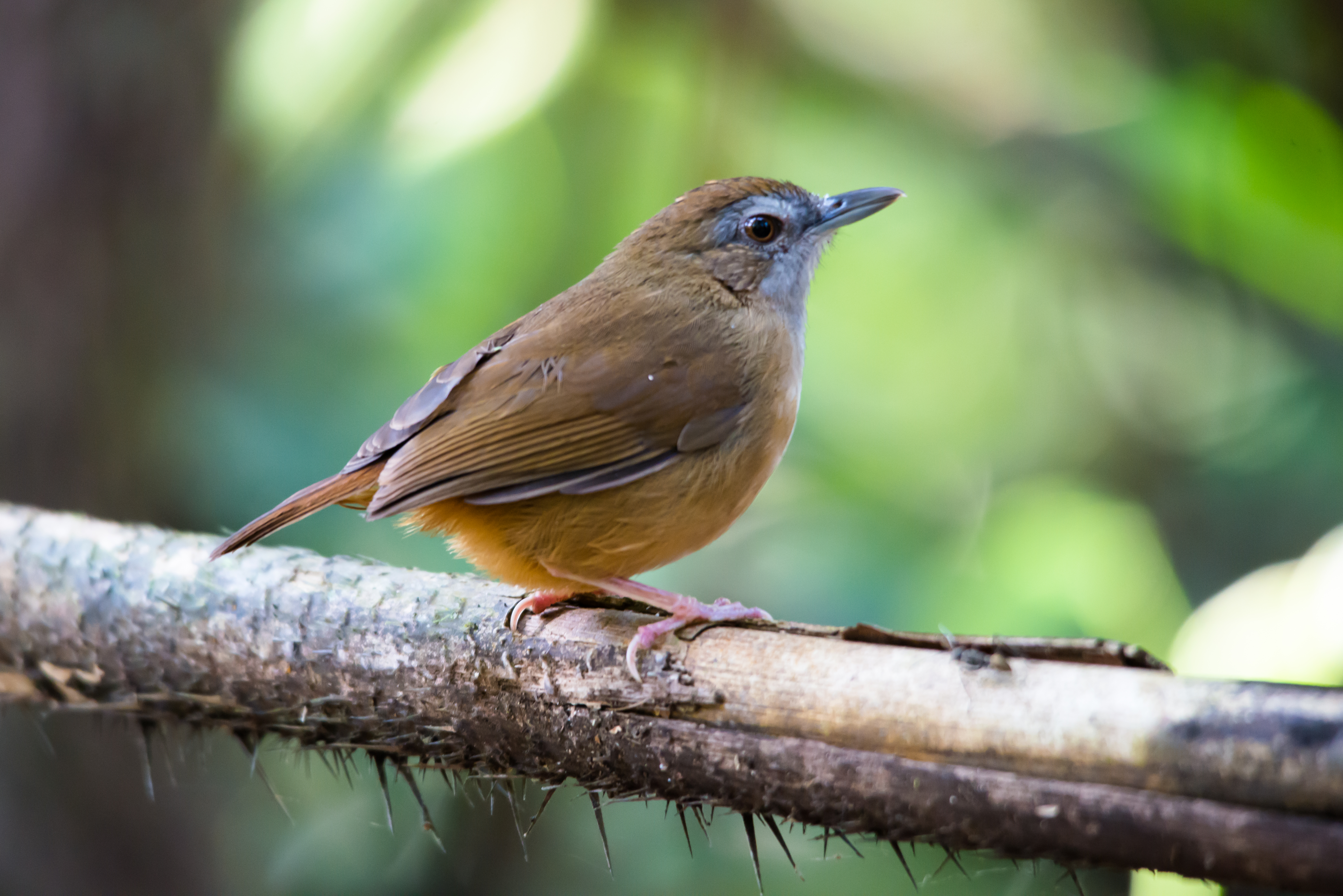
Tordina de Abbott en el parque nacional de Khao Yai.

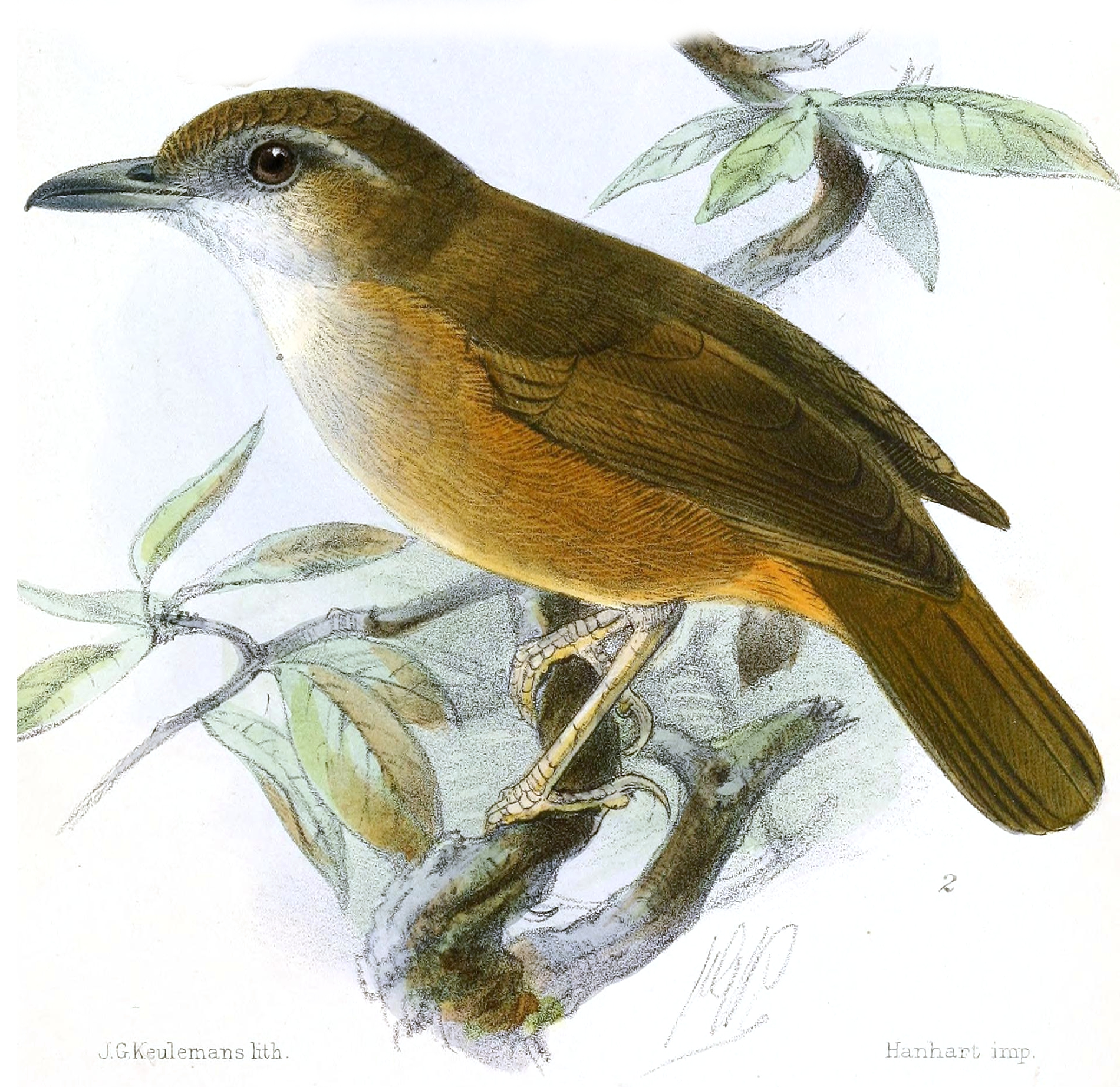
Ilustración de John Gerrard Keulemans.

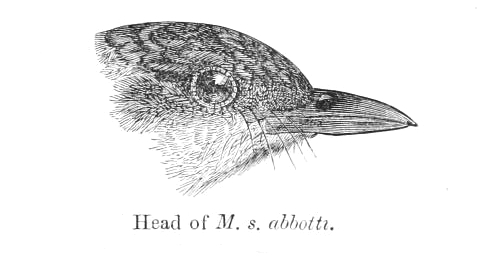
Detalle de la cabeza.

Los adultos de tordina son pájaros de cola corta y colores discretos, que deambulan entre la vegetación baja, con frecuencia cerca de arroyos y en las proximidades de helechos arborescentes y vegetación densa. Sus partes superiores son de color pardo oliváceo, mientras que su garganta y pecho son de color blanquecino grisáceo, y el centro de su vientre es blanco y sus flancos anteados. Presenta listas superciliares y lorum de color gris claro. Las coberteras de la parte inferior de su cola son rojizas. Tienen la corta cola y el pico robusto. Ambos sexos son parecidos. Los juveniles tiene las partes superiores de color castaño oscuro. La subespecies M. a. krishnarajui de los Ghats occidentales tienen la cola y el obispillo de color rojizo más oscuro que la subespecie nominal del Himalaya. Suele medir entre 12–13 cm de largo, con una longitud de cabeza de 39–44 mm y 55–61 mm la cola. Sus cantos son característicos.

## Taxonomía
El nombre del género, Malacocincla, es la combinación del término griego malakos, que significa «suave» y el neolatino cinclus que significa «tordo», en referencia a su plumaje. El nombre de la especie, abbotti se lo dio Edward Blyth en honor del recolector del primer espécimen, el teniente coronel J. R. Abbott (1811–1888) que sirvió en la India británica de 1837 a 1845. Blyth clasificó a la tordina de Abbott en un nuevo género, Malacocincla, pero posteriores clasificaciones la situaron en los géneros Turdinus y Trichastoma. Finalmente fue puesta en su lugar original en Malacocincla por un estudio de 1985, mientras que otro de 2001 confirmó la coherencia del grupo Trichastoma. Existe una población aislada en los Ghats orientales, muy separados de la parte más cercana de la distribución principal que empieza en el Himalaya oriental, cuya subespecie, krishnarajui, fue denominada en conmemoración del ornitólogo indio K.S.R. Krishnaraju por Dillon Ripley y Bruce Beehler en 1985. La especie nominal se extiende del sur de Birmania hasta el sur de Tenasserim y el noroeste de la península malaya, incluidas las islas Langkawi. Las demás subespecies son: altera, centro de Laos y Vietnam), williamsoni (Tailandia oriental y noroeste de Camboya), obscurior (costa suroriental de Tailandia), olivacea (península malaya y Sumatra), concreta (Borneo, Matasiri y Belitung) y baweana (isla Bawean).

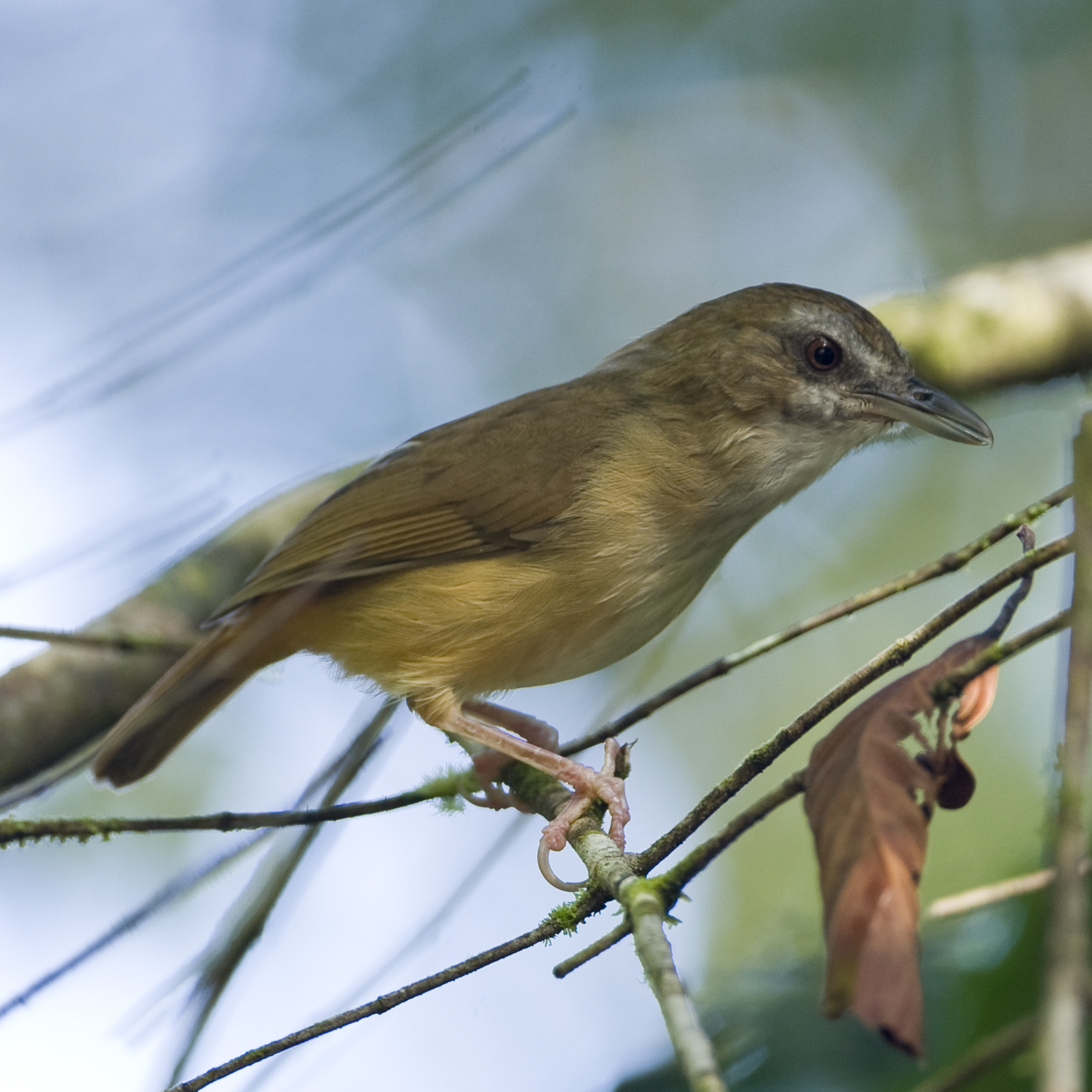
Ejemplar en Tailandia.

## Distribución y hábitat
En el sur de Asia es sedentaria de Nepal a Arunachal Pradesh y el valle de Assam en la India, y al sur por los montes de Assam, incluido Meghalaya y los montes Lushai. También es sedentaria en el este y sur de Bangladés (alrededor de Jessore y Khulna), y los Ghats orientales en el norte de Andhra Pradesh y Odisha. Su distribución altitudinal llega hasta los 600 m en la India, y 275 m en Nepal. Se distribuye ampliamente en el sudeste asiático. Hacia el este se extiende por los montes costeros de Birmania, la península malaya e Indonesia, llegando a Sumatra y Borneo.

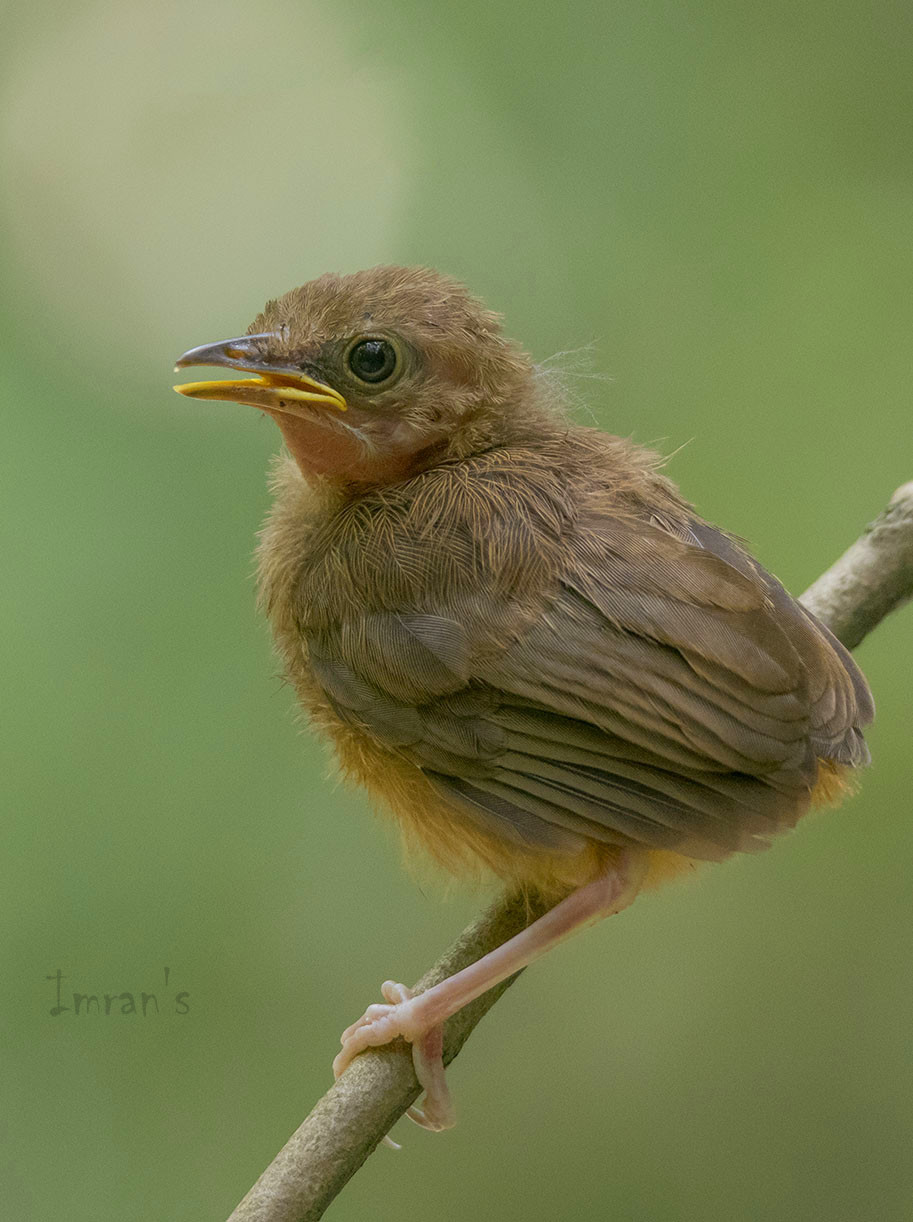
Polluelo emplumado de tordina de Abbott.

Es un pájaro común en la mayor parte de su área de distribución. Puede observarse en el sotobosque de los bosques húmedos perennes, en los bordes de los bosques, los bosques secundarios y zonas de matorral. En Singapur se puede ver en bosques alterados y con perturbaciones humanas.

## Comportamiento y ecología
La tordina de Abbott generalmente se desplaza en parejas cerca del suelo. Cría de abril a julio (el monzón de verano). Su nido es un cuenco voluminoso cuidadosamente situado entre palmas bajas u otra vegetación del sotobosque. Un estudio en Tailandia mostró que la mayoría de los nidos estaban situados en palmeras espinosas o ratanes. La puesta normal consta de 3 a 5 huevos, que son de color salmón con motas oscuras y veteado rojizo. cuando es molestado en el nido se escapa con un vuelo trabajoso hasta perderse de la vista. 
Su llamada característica consiste en tres o cuatro, con un la como nota media. Machos y hembras realizan duetos antifonales cambiantes. Las tordinas tienden a permanecer en un territorio concreto y no divagar demasiado. Su canto es una serie corta variable de unas tres o cuatro notas melodiosas y aflautadas. Los cantos en grupo al atardecer consisten en recurrentes y titilantes sonidos tipo churrr, que terminan en áspero chriip. Entre sus llamadas se incluyen sonidos suaves parecidos a maullidos, y trinos pulsátiles cuando están inquietas.